# Chryso-hypnum diminutivum
Chryso-hypnum diminutivum är en bladmossart som beskrevs av William Russell Buck 1984. Chryso-hypnum diminutivum ingår i släktet Chryso-hypnum och familjen Hypnaceae. Inga underarter finns listade i Catalogue of Life.